# والي بوير
والي بوير هو لاعب هوكي الجليد كندي، ولد في 27 سبتمبر 1937.

## وصلات خارجية
- والي بوير على موقع دوري الهوكي الوطني (الإنجليزية)
- والي بوير على موقع قاعة مشاهير الهوكي (لاعب أن.إتش.أل) (الإنجليزية)
- والي بوير على موقع EliteProspects.com (الإنجليزية)
- والي بوير على موقع HockeyDB.com (الإنجليزية)
- والي بوير على موقع Hockey-Reference.com (الإنجليزية)